# おしゃべり階段
『おしゃべり階段』（おしゃべりかいだん）はくらもちふさこによる日本の漫画作品。少女漫画雑誌『別冊マーガレット』（集英社）にて連載。単行本全2巻(1979年初版)、文庫版全1巻。
下記番外編を除く連載回数は７回と比較的短期だが、１回分の話中で１年が経過する構造のため作中では７年が経過し、第１話で中学２年生(１４歳)だった主人公の加南は最終話では大学浪人１年目(１９歳)となっている。
番外編として、真柴を主人公とした「眉をつけたピカデリー」があるが、内容の大部分は真柴と加南が出会う以前の頃のことであり、そのエンディングが連載第３話のエピソードにつながる形となっている。

## あらすじ
天然パーマがコンプレックスの森本加南。中学時代には単なる友達だった中山手線にある日特別な感情を持ち始める。しかし、高校ではそれぞれ違う所へ。大学は線と同じ所へ行きたいと思った加南は、色々な出来事を体験して成長しつつ、大学受験へと向かっていく。

## 登場人物
森本加南（もりもと かな）
本作の主人公。染井中学校出身。天然パーマの女の子。髪と背が低い事を気にしている。中学2年生の時、親友と思っていた相手に、クラスが離れた途端冷たくされた事に傷ついている。明神高校に進学するが、ボーイフレンドの線への思いは諦め切れない。一年の浪人の末、結局線と同じW大学に進学する。
中山手線（なかやまて せん）
加南の中学時代の友達。バスケットボール部に所属するが、背が低い事をとても気にしていた。（後になって、急激に伸びる。）ひどい近視で、左利き。松浦高校に進学するが、バスケットボール大会の時、明神高校に来る。高校3年の時、加南に告白し、互いに両思いだったと分かる。加南と同じく、一年浪人の末、W大学に合格。
森本哲夫（もりもと てつお）
3歳年下の加南の弟。姉と同じく天然パーマ。剣道をしている。円とバンドを組み、ドラムを始める。後に円とは、女の子の取り合いになり、円と仲違いした末にバンドを抜けられる。結局、彼が勝ち取った。
中山手円（なかやまて えん）
線の弟。哲とは同い年。眼鏡をかけていて、あまり兄には似ていない。ギターが上手。食べる事が大好き。哲と一時期バンドを組む。
日野光咲子（ひの みさこ）
高校時代の加南の大親友。高校進学ゼミで加南が倒れていたのを助けた時から、仲が良くなる。実は、加南たちが修学旅行に行った時、一度会っているのだが、その時は言葉は交わしていない。（その事は最後まで気づかない。）線と顔がとても似ていて、バスケットボール部に所属していた。成績は上位。真柴の事が好きだったが、加南の事を思い、思いを伝えられずにいた。S大学に現役合格。
真柴一興（ましば　かずおき）
高校時代の加南の友達。長髪の赤髪で眉毛がない。バンド活動をしており通称は「マーシ」だが、加南と美佐子は陰で赤髪に愛情をこめて「とんがらし」と呼ぶ。加南たちの同学年だが海外生活をしていた関係で留年しており、加南たちより年上。バイク通学している。ディスコでは人気の歌手で、哲がひそかに憧れている。加南に片思いをしていた。恋は実らなかったが、加南をコンプレックスから解き放った恩人という存在になった。番外編「眉をつけたピカデリー」の主人公。
国分寺（こくぶんじ）
線の中学、高校時代の友達。蛙の解剖で気絶するほどの小心者。加南と声が似ている。一時期、加南の面影を追い求めた線と、付き合っていた。
粟田（あわた）
加南の中学2年生の時の親友。背が低い同士で仲良しだった。歌がうまい。見事なストレートヘアの持ち主で、それを根岸に褒められた事を加南に自慢し、彼女を傷付ける。クラスが別れても親友でいようという約束をしたにもかかわらず、修学旅行の時、友達がなかなか出来ない加南に対して、そっけない態度を取った。その時のトラウマで、加南は最初、光咲子との関係を素直に受け入れられなくなる。
根岸（ねぎし）
線の中学時代のバスケットボール部の先輩。粟田の髪に一目惚れして、交際を始めるが、あまり長くは続かなかったらしく、加南が高校3年生になった時点で、すでに破局していた。
中野（なかの）
中学時代の加南の友達。長髪にしていたが、立川によって、丸坊主にされた。金に関してとても汚い。高校生になってからは、ディスコに入り浸り、金を無くし、借金を抱え込み、遂には加南の金を盗もうとする。
立川（たちかわ）
加南の中学時代の理科の教師。加南と線には尊敬されていたが、他の生徒には嫌われていた。線は立川に憧れて、理科の教師を将来の夢とする。
国立（くにたち）
加南の中学時代の保健体育の教師。加南が中学2年の時、新任教師として、染井中学校に来る。加南の天然パーマを「ませた格好をしている」と思って怒鳴りつける。生徒には人気が高かったが、加南とはそれ以来うまくはいかなかった。
神田等（かんだ　ひとし）
線の中学、高校時代の友達、クラブ仲間。善人だが、ある誤解から線と国分寺が恋人だとの話を流した張本人。大学はすべり止めとして受けたM大学に進学した。
四谷まこと（よつや　まこと）
加南の中学、高校時代の友達。線とはパチンコ仲間。バスケットボール部なので、線と何回も戦うことになる。
荻窪（おぎくぼ）
加南の中学時代の友達。容姿にこだわっていた。
瀬里（せり）
番外編のみ登場。ピカデリーサーカスで真柴が会った日本人女性。真柴の初の恋人だったが、他人への想いより自分のプライドとスタイルを重要視しており、真柴を振る形で別れることになる。
グレン（ぐれん）
番外編のみ登場。瀬里の昔の恋人。フランスの大学に行っている。最終的に瀬里と復縁する。